# عنبرة (لودر)

تعديل مصدري - تعديل

عنبرة هي إحدى قرى عزلة زارة بمديرية لودر التابعة لمحافظة أبين، بلغ تعداد سكانها 223 نسمة حسب تعداد اليمن لعام 2004.